# فالديس دومبروفسكيس
فالديس دومبروفسكيس (5 أغسطس 1971) سياسي لاتفيي يشغل حالياً منصب المفوض الأوروبي للاقتصاد والإنتاجية.

## روابط خارجية
- فالديس دومبروفسكيس على موقع الموسوعة البريطانية (الإنجليزية)
- فالديس دومبروفسكيس على موقع مونزينجر (الألمانية)